# Thankmar
Thankmar of Tammo (ca 908 - 28 juli 938) was de oudste (en enige) zoon van Hendrik de Vogelaar bij zijn eerste vrouw, Hatheburg (of Liutgard). Zijn moeder was al eerder getrouwd geweest. Zij was weduwe geworden en daarna een klooster ingegaan. Zij verliet dit klooster echter om met Hendrik te trouwen. Omdat zij voor haar tweede huwelijk het klooster had verlaten werd het huwelijk later alsnog als ongeldig beschouwd. Het echtpaar scheidde en Hendrik I trouwde opnieuw. Thankmars legitimiteit was vanaf dat moment een open vraag.
In 929 regelde Hendrik zijn opvolging. Hij liet deze regeling vlak voor zijn dood bekrachtigen door een vergadering in Erfurt. Na zijn dood werden zijn landen en bezittingen verdeeld onder zijn vier zonen: Thankmar, Otto I de Grote, Hendrik I van Beieren en aartsbisschop Bruno de Grote. Otto I werd echter door zijn vader aangewezen om hem als koning van Duitsland op te volgen. Het enige opvolgingsgeschil was op dat moment tussen Otto I en zijn jongere volbroer Hendrik, die tijdens de kroning van Otto I in Beieren onder huisarrest moest worden gehouden.
Na de dood van markgraaf van Merseburg Siegfried in 937, claimde Thankmar Merseburg. Otto benoemde echter Gero de Grote, de broer van de overleden Siegfried. Tijdens dit geschil kwamen Everhard III van Franken en Wichman de oude in opstand tegen Otto. Thankmar sloot zich bij hen aan. Later werd Thankmar belegerd in Eresburg, waar hij op het altaar van de kerk van Sint- Pieter door Maginzo werd gedood. Otto kon dit toch niet waarderen en liet Maginzo op gruwelijke wijze ter dood brengen.

## Voetnoten
1. ↑  Bernhardt, 3.
2. ↑  Reuter, 149, gebaseerd op Flodoard en Widukind van Corvey.
3. 1 2  Bernhardt, 18.